# National Geographic Traveler
National Geographic Traveler es una revista publicada por National Geographic Partners en los Estados Unidos. Fue lanzada en 1984. Las ediciones en idioma local de National Geographic Traveler se publican en Armenia, Bélgica/Países Bajos, China, Croacia, República Checa, Indonesia, Latinoamérica, Israel, Polonia, Rumania, Rusia, Eslovenia y España. Una edición del Reino Unido se lanzó en diciembre de 2010. Los principales competidores de National Geographic Traveler son Condé Nast Traveler y Travel + Leisure.
Keith Bellows fue redactor jefe hasta octubre de 2014. El editor ejecutivo Norie Quintos fue credactor jefe antes de que Maggie Zackowitz fuera nombrada redactora jefa en mayo de 2015. George Stone, colaborador de toda la vida, fue nombrado redactor jefe. el 27 de enero de 2016.
Otros contribuyentes incluyen a Christopher Elliott, Deena Guzder, Carl Hoffman, Boyd Matson y Andrew McCarthy.